# Panika w Sanie
Panika w Sanie – wybuch paniki, do którego doszło 19 kwietnia 2023 w Sanie, stolicy Jemenu. W wyniku katastrofy, śmierć poniosło 90 osób, a ponad 322 zostały ranne. 
Od 2015 roku w Jemenie trwa wojna domowa między siłami lojalnymi wobec Abd Rabbuha Mansura Hadiego a niejednolitą zbrojną opozycją. Wojna ta doprowadziła do kryzysu humanitarnego, a ponad 80% mieszkańców Jemenu żyje w ubóstwie. 
Panika wybuchła podczas dystrybucji datków charytatywnych w ostatnim dniu muzułmańskiego świętego miesiąca Ramadanu. W godzinach wieczornych, setki osób zgromadziły się przed szkołą na Starym Mieście w Sanie, mając nadzieję na otrzymanie 5000 riali jemeńskich na osobę od lokalnych kupców – organizatorów akcji charytatywnej. Kwoty te miały zostać przeznaczone na żywność. O godzinie 20:20, przedstawiciele służb porządkowych, aby zapanować nad tłumem, oddali strzały w powietrze. Jeden z pocisków trafił w przewód elektryczny, który stanął w płomieniach. Zdarzenie to wywołało gwałtowny wybuch paniki. Ludzie zaczęli się tratować nawzajem. W wyniku katastrofy, śmierć poniosło 90 osób. Po tragedii władze aresztowały organizatorów akcji humanitarnej.